# Manuel Castells
Manuel Castells Oliván, né le 9 février 1942 à Hellín (province d'Albacete), est un sociologue espagnol. Il est professeur de sociologie et de planification urbaine et régionale depuis 1979 à l’université de Californie à Berkeley. Il est lauréat du prix Holberg 2012 et du prix Balzan 2013. Il a également été professeur à la London School of Economics. Il est ministre de l'Enseignement supérieur entre 2020 et 2021 dans le gouvernement de coalition du socialiste Pedro Sánchez.

## Biographie

### Débuts et formation
Manuel Castells naît le 9 février 1942 à Hellín dans la province d'Albacete. Il quitte l'Espagne à 20 ans, pour cause de militantisme antifranquiste, et étudie en France la sociologie et l'urbanisme. Il obtient un diplôme de droit en 1964 à Paris.

### Carrière universitaire
Il développe dans ses travaux, notamment The Urban Question: a Marxist Approach et The City and the Grassroots, une approche structuraliste des formes urbaines et des relations entre l'économie, le social et les structures spatiales. Il s'est particulièrement intéressé au rôle de l'État en tant que régulateur des crises urbaines.
Entre 1967 et 1979, il enseigne à l’École des hautes études en sciences sociales à Paris, avant de rejoindre l'université de Californie à Berkeley. Il s'intéresse alors à la Silicon Valley et la société de l'information. Il en devient un spécialiste reconnu avec sa trilogie consacrée à « L'Ère de l'information », qui met particulièrement en évidence les transformations de la société au travers du développement des réseaux.
Outre son poste à Berkeley, il est directeur de recherche à l’université ouverte de Catalogne, université virtuelle mondiale qu'il a rejoint en 2001.
En 2006, il reçoit la Creu de Sant Jordi, distinction décernée par la Généralité de Catalogne, et en 2013 le prix Balzan en sociologie.

### Ministre de l'Enseignement supérieur
Il est nommé le 13 janvier 2020 ministre espagnol de l'Enseignement supérieur dans le gouvernement Sánchez II, sur proposition d'Unidas Podemos et de la maire de Barcelone Ada Colau, partenaire minoritaire de la coalition gouvernementale. En mai suivant, son ministère et celui de l'Éducation concluent un accord avec les représentants de la communauté éducative qui assouplit les critères permettant d'obtenir une bourse d'études et augmente les crédits des aides à l'étude de 22,6 %, soit la plus grande hausse depuis 11 ans. Ces mesures ont eu pour conséquence de faire passer le nombre d'étudiants bénéficiant d'une bourse complète de 89 376 en 2018-2019 à 215 729 en 2020-2021.
En novembre 2021, il obtient l'adoption de la loi du vivre-ensemble universitaire (en espagnol : Ley de Convivencia Universitaria) par la commission de la Science du Congrès des députés — agissant par délégation législative — qui adopte de nouvelles règles disciplinaires mettant fin au Code disciplinaire approuvé par Francisco Franco en 1954, qualifié d'inconstitutionnel et dépassé et ayant suscitant des remarques du Défenseur du peuple. Cette loi reprend en partie des dispositions contenues dans un avant-projet de loi rédigé en 2010 par le ministre Ángel Gabilondo mais qui n'avait pas abouti en raison de la dissolution anticipée des Cortes Generales.
Il travaille ensuite activement à la rédaction du projet de loi organique du système universitaire (LOSU) dont il présente l'avant-projet en septembre 2021 afin de remplacer une loi obsolète de 2001, modifiée en 2007 pour tenir compte du processus de Bologne. L'avant-projet prévoit notamment des mesures pour assurer l'égalité entre les sexes, réorganiser la carrière des professeurs et réduire les contrats précaires des personnels d'enseignement. Il assure que « l'enseignement supérieur public doit être gratuit » mais renonce à une application immédiate de ce précepte en raison du manque de ressources budgétaires durant la législature. Il annonce le 6 décembre suivant disposer d'une majorité favorable suffisante au Congrès des députés pour adopter la loi mais repousse le dépôt du projet afin de rencontrer les acteurs de l'enseignement supérieur et susciter le plus grand soutien parmi la communauté éducative.
Le 16 décembre 2021 au soir, Manuel Castells annonce sa démission pour raisons personnelles et de santé. Il est remplacé par Joan Subirats,.

## Distinctions
- 2006 : Creu de Sant Jordi, décernée par la Généralité de Catalogne.
- 2012 : prix Holberg[10], décerné par le gouvernement norvégien.
- 2013 : prix Balzan[11],[12], décerné par la Fondation internationale Balzan.
- Grand officier de l'ordre de Sant'Iago de l'Épée
- Chevalier de l'ordre des Arts et des Lettres